# 埃迪斯托岩
68°13′S 67°8′W / 68.217°S 67.133°W
埃迪斯托岩（Edisto Rocks），是南極洲的岩石，位於葛拉漢地的法利埃海岸，處於內尼島西端西南面2.2公里的瑪格麗特灣，現時由南極條約體系管理。